# Hodenberg

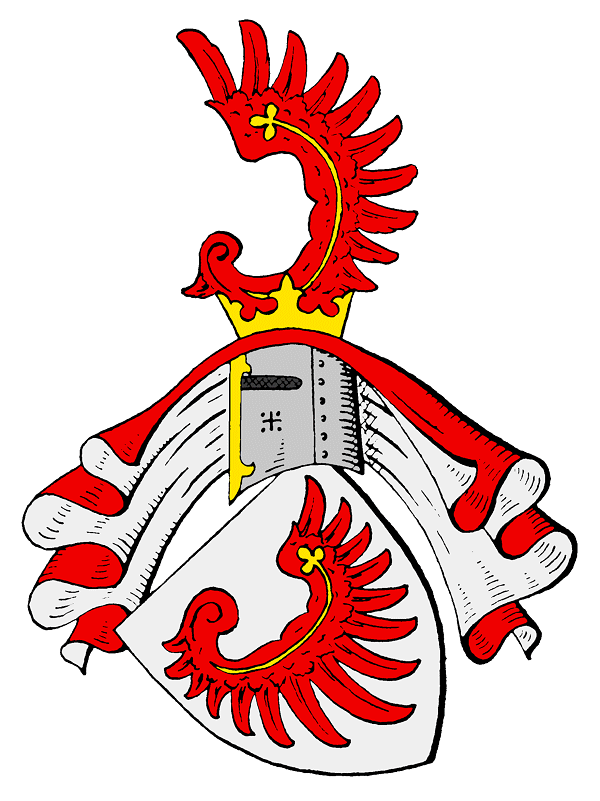
Stammwappen derer von Hodenberg

Hodenberg (früher auch Hodenhagen) ist der Name einer alten niedersächsischen Adelsfamilie. Das Geschlecht, dessen Zweige zum Teil bis heute bestehen, gehört zum Uradel der Grafschaft Hoya und des Fürstentums Lüneburg.

## Geschichte

### Herkunft
Johann Friedrich Pfeffinger der Jüngere und Christian Ludwig Scheidt erwähnen jeweils in ihren Braunschweigischen Historien, dass die Hodenberg von den Herren vom Berge abstammen sollen. Die von Berge waren ein altes Dynastengeschlecht aus dem Bistum Minden, das Ende des 14. Jahrhunderts ausstarb. Diese wahrscheinlich aufgrund der Wappengleichheit und räumlichen Nähe der beiden Geschlechter vermutete Abstammung konnte jedoch von der neueren Geschichtsschreibung und genealogischen Forschung bisher nicht bestätigt werden.
Die Familie von Hodenberg wurde noch im ersten Drittel des 14. Jahrhunderts zu den hochfreien bzw. edelfreien Geschlechtern gezählt. Sie wird mit Hermannus Hodo (Hermann Hode), nobilis (Edler), im Jahre 1149 erstmals urkundlich erwähnt. Die Urkunde wurde vom Bremer Erzbischof Hartwig I. von Stade ausgestellt. Etwas später tritt ein weiterer Hermannus de Hodeberge bzw. Hermann Hode auf, der von 1168 an häufig im Gefolge Heinrichs des Löwen genannt wird und am 21. März 1189 urkundlich erscheint. Mit ihm beginnt die ununterbrochene Stammreihe des Geschlechts.

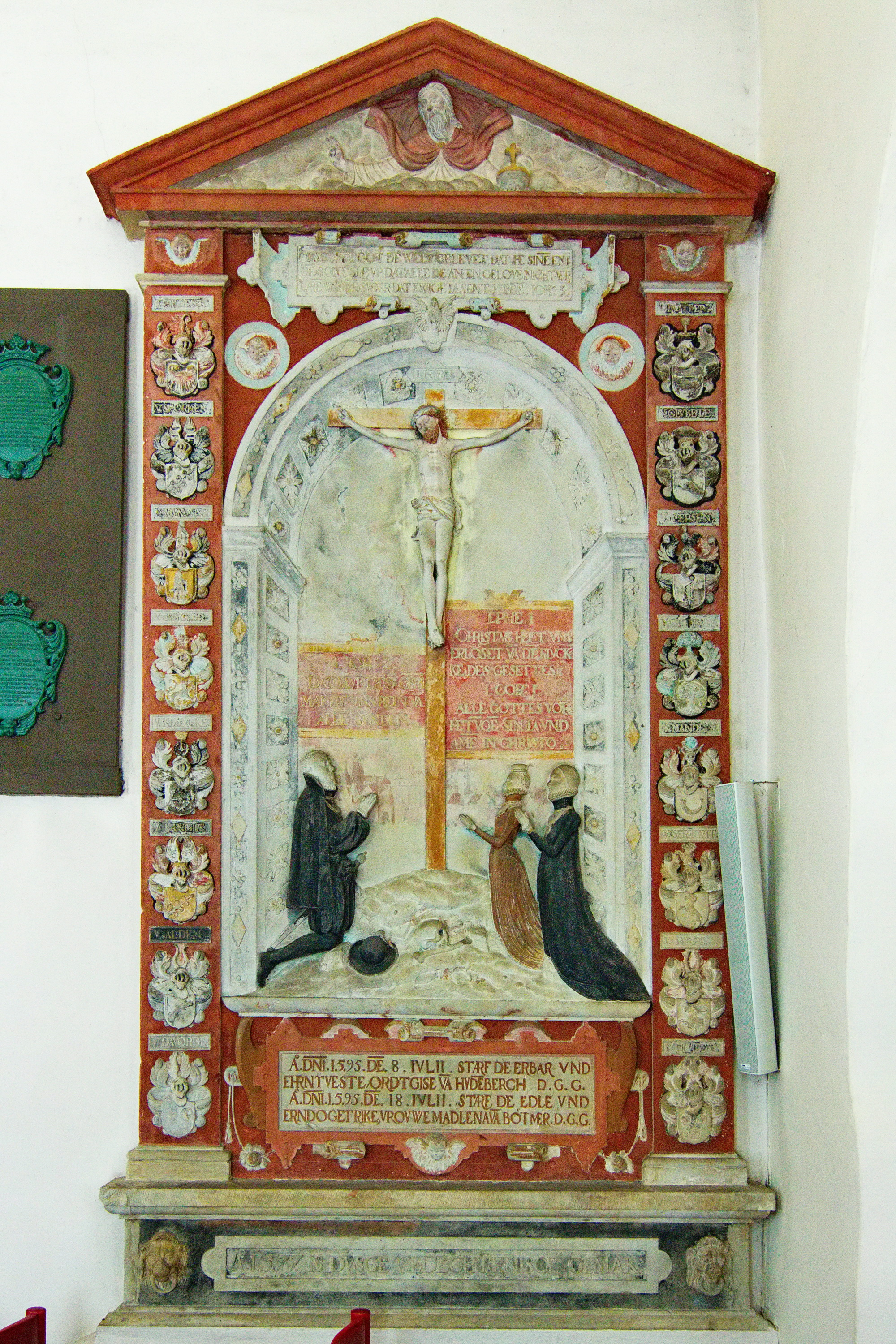
Epitaph für Ortgies III. von Hodenberg zu Hodenhagen († 8. Juli 1595) und seine Ehefrau Magdalena geborene von Bothmer († 18. Juli 1595) in der St. Thomas und Maria-Kirche in Hodenhagen

Die Herren von Hodenberg waren seit Urzeiten die Schirmvögte des von Erzbischof Rembert von Bremen gegründeten Stifts Bücken. Von diesem erblichen Amt leitete sich wahrscheinlich auch ihr Name ab, das plattdeutsche Wort Hode bedeutet Hut bzw. Schirm. In der Nähe dieses Stiftes lag auch ihre Burg Hodenberg in Altenbücken an der Weser, der älteste Stammsitz des Geschlechts.

### Ausbreitung und Linien
Bereits im 12. Jahrhundert soll das Gut Hodenberg bei Bremen im Besitz der Familie gewesen sein. Der Bau der Burg Hoya in geringer Entfernung von Hodenberg, erbaut von dem aufstrebenden Grafengeschlecht Hoya, veranlasste die Herren von Hodenberg Anfang bis Mitte des 13. Jahrhunderts zur Errichtung der östlich der Weser gelegenen Burg Hodenhagen bei Hodenhagen. Nach ihr benannte sich 1244 Hermann dei gratia nobilis de Hodenhagen, ein Urenkel des Stammvaters. Dessen Sohn Heinrich, Edelherr von Hodenberg bzw. Hodenhagen, ging 1289 in ein Bündnis mit dem Sachsen-Lauenburger Herzog Albrecht ein. Zur Strafe zerstörte Otto von Braunschweig-Lüneburg wenige Wochen später die Burg Hodenhagen. 1291 verkaufte Heinrich die Burg Hodenberg mit allen westlich der Weser gelegenen Besitzungen und mit allen Bewohnern an die Grafen von Hoya, die kurze Zeit später auch in den Besitz der Vogtei Bücken gelangten.
Heinrichs Söhne Hermann und Heinrich aus seiner Ehe mit Hedwig von Spiegelberg, einer Tochter des Grafen Moritz von Spiegelberg,  veräußerten 1313 auch ihr Eigengut östlich der Weser, sodass die Grafen von Hoya im Besitz der gesamten Herrschaft Hodenberg waren. Beide Brüder nannten sich noch Edelherren, heirateten aber Frauen aus dem niederen Adel, womit ihre Nachkommen den Herrenstand verloren.
Ab dem 16. Jahrhundert bildeten sich zwei Hauptlinien, deren letzter gemeinsamer Stammvater Marquard III. von Hodenberg († 1538) war. Marquard erscheint ab 1502 urkundlich und wurde lüneburgischer Rat sowie Hauptmann zu Hoya, Wölpe und Harzburg. Aus seiner Ehe mit Anna von Bortfeld († 1542) gingen sieben Söhne und drei Töchter hervor, von denen die Söhne Thomas und Christoph die Begründer der beiden Linien der Familie waren.

#### Ältere Linie
Thomas von Hodenberg (* 1516), der Stifter der älteren Linie, starb 1555 als königlich dänischer Oberst. Er war von 1538 bis zu seinem Tod Senior der Familie. Zu seinen Nachkommen in der sechsten Generation gehörte Levin-Werner von Hodenberg (* 1699; † 1735). Er wurde kurfürstlich hannoverscher Hofgerichtsassessor und Amtsvogt zu Essel und stand als Rat in königlich britischen Diensten. Sein jüngerer Bruder Ernst-Wilhelm von Hodenberg (* 1705) starb 1775 als kurfürstlich hannoverscher Generalleutnant und Kommandant von Nienburg.
Ebenfalls aus dieser Linie kam Ernst August Freiherr von Hodenberg (* 1786; † 1858), königlich hannoverscher Generalleutnant, und dessen Vetter Iwan August Wilhelm Freiherr von Hodenberg (* 1855), der als Landschaftsdirektor des Fürstentums Lüneburg sowie Abt des Klosters Sankt Michaelis in Lüneburg 1861 verstarb.

#### Jüngere Linie
Der Begründer der jüngeren Linie Christoph von Hodenberg (* 1520; † 1588) wurde Statthalter in Celle. Von seinen fünf Söhnen aus der Ehe mit Sophie von Mandelsloh konnte der älteste Sohn Levin die Linie fortsetzen. Levin (* 1556) starb 1627 als herzoglich braunschweig-lüneburgischer Landrat und Drost zu Hoya. Sein Bruder Marquard von Hodenberg (* 1563; † 1629) wurde kaiserlicher Rat und herzoglich braunschweig-lüneburgischer Landdrost. Dessen Sohn Bodo von Hodenberg (* 1604; † 1650) war ein bedeutender Dichter.
Siegfried Wilhelm von Hodenberg (* 1693; † 1769), ein Nachkomme des Stammvaters der Linie in der sechsten Generation, stand zuletzt als Generalmajor in kurfürstlich hannoverschen Diensten. Friedrich August Heinrich Freiherr von Hodenberg (* 1774; † 1862) diente ebenfalls als Generalmajor in der königlich hannoverschen Armee und wurde Kommandant von Osnabrück.

### Eintragungen im sächsischen Adelsbuch
Eine Eintragung in das königlich sächsische Adelsbuch erhielten am 17. April 1907 unter der Nummer 272 Hermann Freiherr von Hodenberg auf Sandbeck, königlich preußischer Geheimer Regierungsrat außer Dienst, sein Halbbruder Wilhelm Freiherr von Hodenberg, königlich sächsischer Major, dessen Schwägerin Helene Freifrau von Hodenberg geborene von Voß und Witwe des königlich sächsischen Generals der Infanterie Gottlob Freiherr von Hodenberg, Alfred Freiherr von Hodenberg, königlich hannoverscher Premierleutnant außer Dienst, die Brüder und Freiherren Georg, königlich sächsischer Hauptmann zur Disposition, und Arthur von Hodenberg, königlich sächsischer Hauptmann, sowie der königlich sächsische Hauptmann Hodo Freiherr von Hodenberg.

### Standeserhebungen
Die Brüder Marquard, auf Wiedenhausen, und Wilhelm von Hodenberg, auf Lindhorst, Schwachhausen und Holm, sowie die Brüder Marquard und August Magnus von Hodenberg, auf Hudemühlen III und Grethem, erhielten am 3. September 1622 zu Wien von Kaiser Ferdinand II. die Erlaubnis, sich Edle von Hodenberg zu nennen, wovon das Geschlecht allerdings keinen Gebrauch machte.
König Georg von Hannover bestätigte am 16. April 1859 (publiziert am 18. April 1859) dem Gesamtgeschlecht den Freiherrenstand.

### Familienverband
Am 28. Oktober 1902 wurde ein Familienverband gegründet.

## Wappen

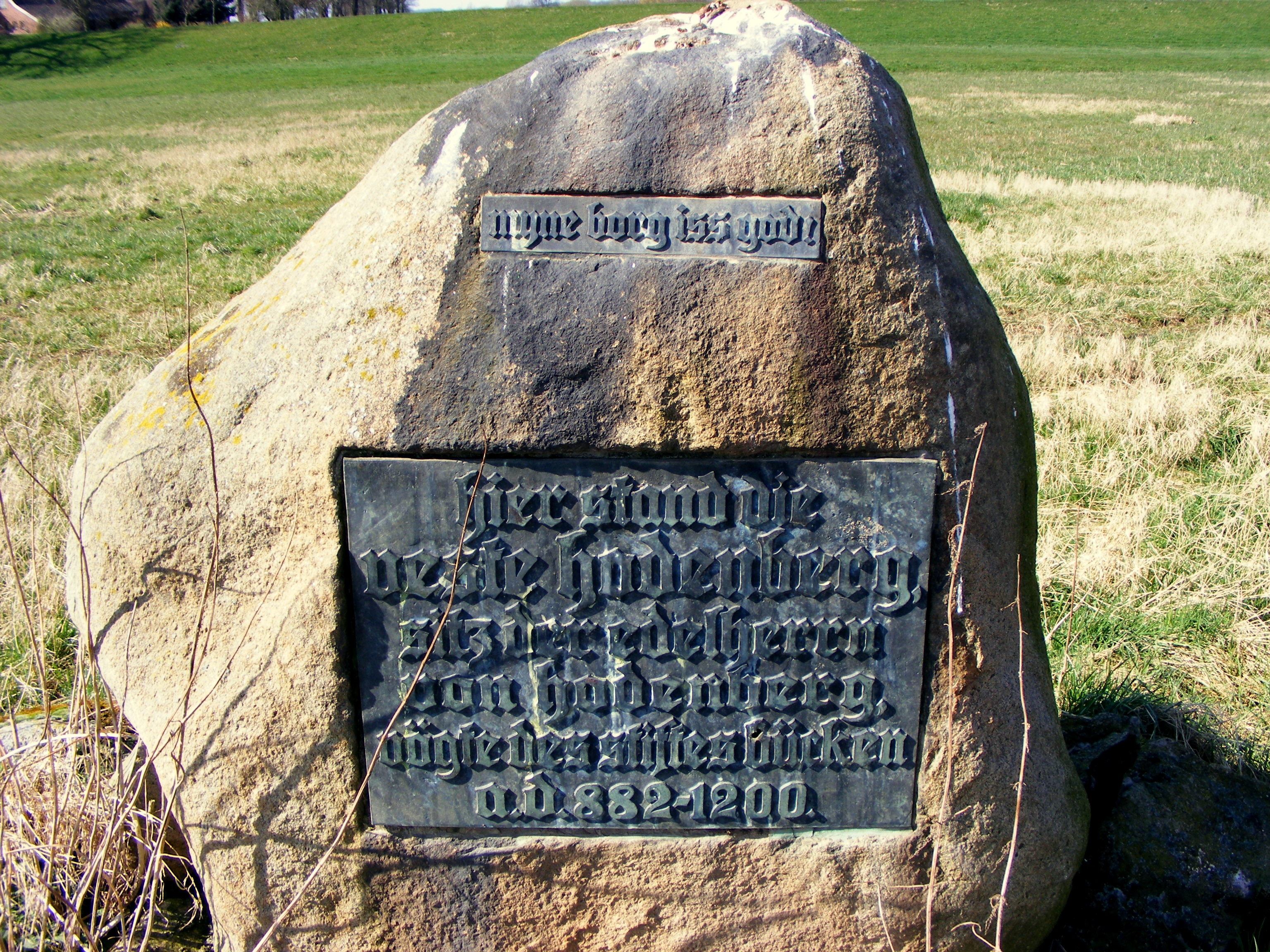
Gedenkstein zur ehemaligen Feste Hodenberg in der Nähe von Hoya/Bücken

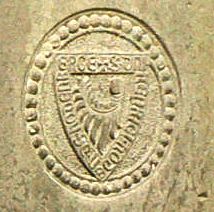
Wappen an einem Gedenkstein am Standort der Burg Hodenhagen

### Stammwappen
Das Stammwappen zeigt in Silber einen mit einem goldenen Kleestängel belegten roten Adlerflügel, dessen Schwungfedern nach unten gekehrt sind. Auf dem Helm ist der Flügel mit nach links gekehrten Schwungfedern zu sehen. Die Helmdecken sind rot-silbern.
Wappenspruch: „myne borg iss god“.

### Wappengeschichte
Das Wappen erscheint auf Abdrücken von Petschaften. Das älteste bekannte Siegel stammt aus dem Jahre 1231. Ein alter Hodenbergischer Schild ohne Helmzier in den Kreuzgangfenstern des Klosters Lüne zeigt ein goldenes Feld, das Kleeblatt am Bügel ist golden und der niederhängende Flügel hat neun Federn. Zwei alte auf Blech gemalte Wappen zeigen ein silbernes Feld und am Flügel des Schildes elf Federn. Auf dem Helm hatte der Flügel des einen neun, der des anderen elf Federn. Am Bügel des Schwertes fehlt im Schild wie auf dem Helm der Schwertknopf und das Kleeblatt.
In Johann Siebmachers Wappenbuch, Tafel 184 (1605) erscheinen die Hodenberg bei den Braunschweigischen Geschlechtern. Der Flügel mit 12 Federn kehrt im Schild, wie auf dem gekrönten Helm, die Sachsen links und die Blätter des Kleestängels liegen nach links unten. Die Blasonierung sagt: der Flügel roth mit einem gelben Fürbug. Im Supplement II zu Siebmachers Wappenbuch, Tafel 30, haben die Flügel neun Federn, am Flügel im Schild sind nur die Knochen und die Schwingen zu sehen. Der Flügel auf dem Helm kehrt die Sachsen nach links.
Christian Friedrich August von Meding beschreibt in seinen Nachrichten von adeligen Wappen. Band I, Seite 247–249 (1786) das Wappen der Hodenberg nach einer Nachricht von Familie: im silbernen Felde ein die Federn unter- oder niederwärtskehrender Adlersflügel von sieben rothen Federn, durch den goldenen Bügel eines Schwertes zusammen gehalten, welcher zur Rechten von einem goldenen Schwetknopfe, zur Linken durch ein grünes Kleeblatt geschlossen wird. Auf dem Helme ist ein eben solcher Flügel, doch nicht niederhängend, sondern die Sachsen rechtskehrend, und diejenige Seite des Bügels, welche mit dem Kleeblatte endigt, ist unten, oder gegen den Helm gekehrt. Im von Döringenschen Wappenbuch (1530) fand Meding rechts am Adlersflügel einen gekrönten Leopardenkopf und links eine Adlersklaue. Der Helm ist gekrönt, als Helmzier drei silberne Adlerfedern an jeder Seite drei silberne Paniere an roten Stangen, die das Wappenbild wiedergeben.
Im Geschlechts- und Wappenbuch des Königreichs Hannover und des Herzogthums Braunschweig. von Hermann Grote, C. 12 und Seite 8 (1852) zeigt das Wappen ein querliegenden, mit goldenen Kleestängel belegten, rechts in einen Adlerkopf endigenden Adlerflügel mit sieben Federn Rot in Silber. Auf dem gekrönten Helm der Flügel aufrecht. Zusätzlich als Schildhalter zwei vorwärtssehende, mit Laub umgürtete, Wilde Männer die mit der freien Hand eine Keule über der Schulter tragen. Als Devise: Myne borg iss god. Ernst Heinrich Kneschke übernimmt die Blasonierung in seinen Wappen der deutschen freiherrlichen und adeligen Familien. Band 2, Seite 213–215 (1855).
Otto Hupp blasoniert das Wappen in seinem Münchener Kalender (1908) wie folgt: In Silber ein mit goldenem Kleestengel belegter roter Flügel, dessen Schwungfedern nach unten gekehrt sind. Auf dem Helm der Flügel mit nach links gekehrten Schwungfedern. Die Helmdecken sind rot-silbern.

## Namensträger

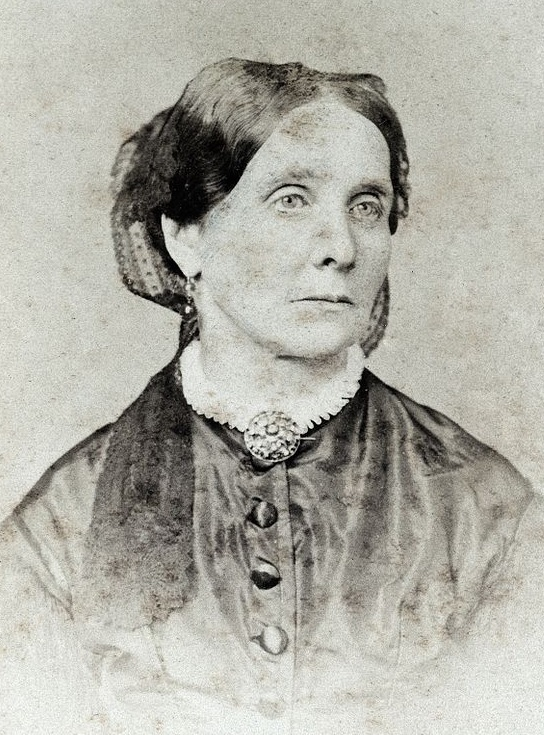
Auguste von der Decken geb. von Hodenberg

- Alexander von Hodenberg (1928–2011), Kommendator der Rheinischen Genossenschaft[7] des Johanniterordens.
- Anna-Lena von Hodenberg (* 1982), deutsche Journalistin und Sozialunternehmerin
- Bodo von Hodenberg (1604–1650), deutscher Dichter
- Bodo von Hodenberg (1826–1907), hannoverscher Staatsminister
- Bodo von Hodenberg (* 1971), deutscher Verleger
- Christina von Hodenberg (* 1965), deutsche Historikerin
- Eberhard von Hodenberg (* 1955), deutscher Mediziner
- Ernst August von Hodenberg (1787–1858), hannoverscher Generalleutnant und Kommandant von Verden
- Ernst Wilhelm von Hodenberg (1705–1775), hannoverscher Generalleutnant und Kommandant von Nienburg
- Friedrich August von Hodenberg (1774–1862), hannoverscher Generalmajor und Kommandant von Osnabrück
- Gottlob von Hodenberg (1838–1903), sächsischer General der Infanterie
- Georg Wilhelm Hodenberg (1793–1861), hannoverscher Generalmajor und Kommandant von Celle
- Hermann von Hodenberg (Landrat) († 1909), deutscher Verwaltungsbeamter
- Hermann von Hodenberg (1862–1946), Rittergutsbesitzer und Mitglied des Deutschen Reichstags
- Hodo von Hodenberg (1887–1962), deutscher Jurist und Politiker
- Joachim Christoph von Hodenberg (1695–1757), hannoverscher Generalmajor
- Paul Freiherr von Hodenberg (1881–1954), Landrat (Sandbeck/Osterholz-Scharmbeck)
- Wilhelm von Hodenberg (1786–1861), deutscher Beamter und Politiker
- Wilken Freiherr von Hodenberg (* 1954), Vorstand (bis 2013) der Deutschen Beteiligungs AG